# Stiftung Stoye
Die Stiftung Stoye wurde am 12. November 1991 errichtet und hat ihren Sitz in Marburg. Sie ist eine rechtsfähige Stiftung bürgerlichen Rechts, in Nachfolge der seit 1971 in der Arbeitsgemeinschaft für mitteldeutsche Familienforschung bestehenden unselbständigen Stiftung gleichen Namens.
Die Stiftung wurde durch das testamentarische Vermächtnis des Apothekers Rudolf Albert Julius Stoye aus Speyer (26. November 1898–3. Januar 1969) und dem Prokuristen Arno Stoye aus Hagen (1904–1995) errichtet. Ihre Vorfahren waren über Jahrhunderte als Bauern und Gutsbesitzer in Anhalt ansässig und durch viele Seitenlinien mit geschichtsprägenden Familien wie Wendelin, Melanchthon, Cranach, v. Gneisenau, Patriziergeschlechtern in Zerbst, Aschersleben und Stendal oder dem anhaltischen Fürstenhaus verbunden gewesen.
Zweck der Stiftung ist die genealogische Erfassung von Familien und Geschlechtern im mittel- bzw. ostdeutschen Raum. Der Stiftungszweck wird vorzugsweise durch eine eigene Schriftenreihe von über 75 Bänden erfüllt, die seit 1971 erscheint und in der vor allem bisher unveröffentlichtes Quellenmaterial ediert wird. In der Reihe erschienen so eine Reihe von Bürgerbüchern, etwa die der Städte Spandau, Weimar und Erfurt.
Das Schriftgut der Stiftung Stoye, insbesondere Gründungs- und Grundsatzpapiere, Berichte der Kuratoriumssitzungen, Gutachten, Schriftwechsel mit Genealogen und der DAGV sowie Verlagsverhandlungen befindet sich im Sächsischen Staatsarchiv, Leipzig.